# Papilionanthe
Papilionanthe – rodzaj roślin z rodziny storczykowatych (Orchidaceae). Obejmuje 10 gatunków. Występują w południowo-wschodniej Azji w takich krajach i regionach jak: Andamany, Asam, Bangladesz, Borneo, Kambodża, południowo-centralne Chiny, wschodnie Himalaje, Indie, Laos, Małe Wyspy Sundajskie, Malezja, Mjanma, Nepal, Sri Lanka, Sumatra, Tajlandia, Wietnam. Zostały introdukowane poza tym na Karolinach, Kubie, Fidżi oraz Tajwanie. Są to rośliny naziemne lub epifityczne rosnące w lasach na wysokościach do 2400 m n.p.m.

## Systematyka
Rodzaj sklasyfikowany do podplemienia Aeridinae w plemieniu Vandeae, podrodzina epidendronowe (Epidendroideae), rodzina storczykowate (Orchidaceae), rząd szparagowce (Asparagales) w obrębie roślin jednoliściennych.
Wykaz gatunków
- Papilionanthe biswasiana (Ghose & Mukerjee) Garay
- Papilionanthe cylindrica (Lindl.) Seidenf.
- Papilionanthe greenii (W.W.Sm.) Garay
- Papilionanthe hookeriana (Rchb.f.) Schltr.
- Papilionanthe pedunculata (Kerr) Garay
- Papilionanthe sillemiana (Rchb.f.) Garay
- Papilionanthe teres (Roxb.) Schltr.
- Papilionanthe tricuspidata (J.J.Sm.) Garay
- Papilionanthe uniflora (Lindl.) Garay
- Papilionanthe vandarum (Rchb.f.) Garay